# Era comună
Era comună, abreviată e.c., este o desemnare neutră pentru sistemul de numărare a anilor cel mai folosit la nivel mondial. Este o expresie menită să înlocuiască „după Isus Hristos” (sau Anno Domini). Cronologia erei comune nu schimbă modul de numerotare a anilor nici înainte, nici după Isus Hristos.